# Twist… dass die Röcke fliegen!
Twist… dass die Röcke fliegen! (Originaltitel: Hey, Let’s Twist!) ist ein US-amerikanischer Musikfilm aus dem Jahre 1961 mit Joey Dee und Teddy Randazzo in den Hauptrollen. Der Film kam am 5. Januar 1962 in die bundesdeutschen Kinos.

## Inhalt
Die beiden Brüder Joey und Ricky wollen gegen den Willen ihres Vaters ihr Studium abbrechen, um Twist-Musiker zu werden. Als der Vater krankheitsbedingt ausfällt, stellt die Familie fest, dass sie aufgrund fehlender Erfahrung das italienische Restaurant nicht weiterführen kann. Mit Hilfe der Mutter Angie bauen sie das Restaurant als Tanzlokal „Peppermint Lounge“ um. Als der Vater davon erfährt, ist er zunächst außer sich. Letztlich muss er feststellen, dass der Laden nun mehr Umsatz als vorher macht und die befreundeten Geschäftsleute ihn mehr achten. So gibt er seinen Söhnen schließlich den Segen und freundet sich mit den neuen Gegebenheiten an.

## Hintergrund
Als tanzende Clubbesucher sind unter anderem Adriano Celentano und Joe Pesci zu sehen.
Die deutsche Synchronisation dauerte nur eine Woche.
Der Soundtrack erschien 1961 auf Roulette Records.

## Rezeption
Der Filmdienst betitelte den Film als „inszenatorisch und darstellerisch äußerst dürftig“.